# Tarn Taran

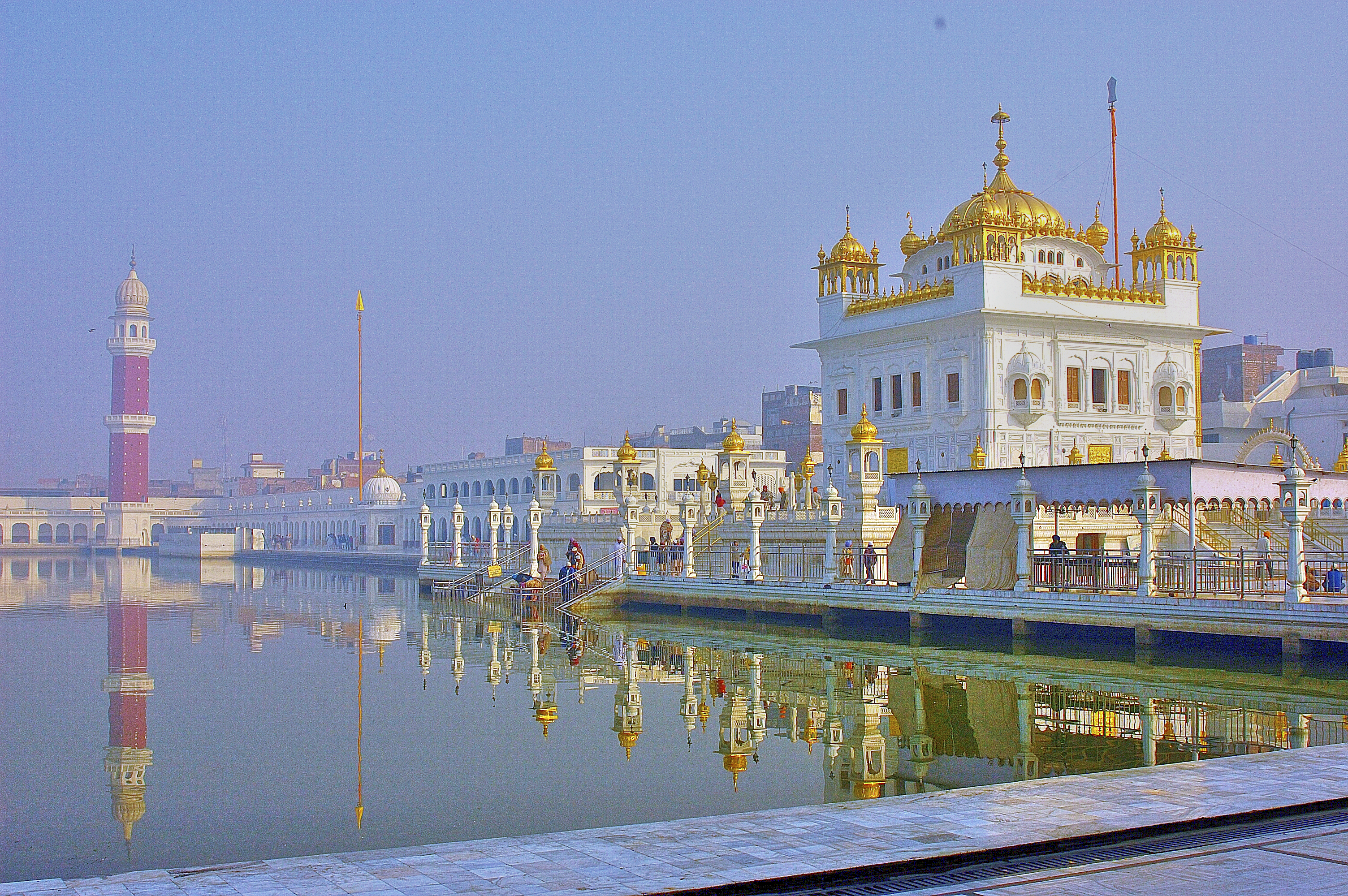
Bassäng vid gurdwaran i Tarn Taran.

Tarn Taran är en stad 2 mil sydöst om Amritsar i den indiska delstaten Punjab, och är huvudort för ett distrikt med samma namn. Folkmängden uppgick till 66 847 invånare vid folkräkningen 2011. Staden, som grundlades av den sikhiske ledaren Guru Arjan, hyser en viktig sikhisk helgedom.